# Son (Pays-Bas)
Pour les articles homonymes, voir Son.
Son est un village situé dans la commune néerlandaise de Son en Breugel, dans la province du Brabant-Septentrional. Le 1er janvier 2007, le village comptait 10 550 habitants.

## Personnalités
- Ernst Bagelaar (1775-1837), soldat avec le grade de major et dessinateur, graphiste et graveur à l'eau forte, est mort à Son.